# Crassispira cubana
Crassispira cubana là một loài ốc biển, là động vật thân mềm chân bụng sống ở biển trong họ Turridae.